# Brenton Tarrant
Brenton Harrison Tarrant (ur. 27 października 1990 w Grafton) – australijski masowy morderca i skrajnie prawicowy terrorysta. Sprawca ataków na meczety w nowozelandzkim mieście Christchurch z 15 marca 2019 roku.

## Życiorys
Tarrant pochodzi z Grafton w Nowej Południowej Walii, mieście położonym około 600 km na północ od Sydney. Jego ojciec, który był robotnikiem, popełnił samobójstwo w 2010 roku w wieku 49 lat, natomiast jego matka pracuje jako nauczycielka. Pracował w swoim rodzinnym mieście jako trener fitness na siłowni, jednak porzucił to zajęcie i, za odziedziczone po ojcu pieniądze, zaczął podróżować po Azji i Europie. Według niektórych źródeł, zarobił pieniądze na podróż na kryptowalucie Bitconnect. Podróżował m.in. do Bułgarii, Serbii, Bośni i Hercegowiny, a Polskę odwiedził dwukrotnie. W 2017 roku przeniósł się do Dunedin w Nowej Zelandii. Tam został członkiem klubu strzeleckiego Bruce Rifle Club. W listopadzie 2017 roku zdobył nowozelandzką licencję na broń, a 5 stycznia roku 2018 podarował Martinowi Sellnerowi, dyrektorowi prawicowego ruchu ekstremistycznej tożsamości w Austrii, kwotę w wysokości 1700 euro.

## Poglądy
Brenton pisał o swoich poglądach na temat prawicowego ekstremizmu na forach internetowych, takich jak reddit i 8chan. Na Facebooku, na stronach United Patriots Front i True Blue Crew w Australii (zamkniętych po zamachu) Tarrant pozostawił ponad 30 komentarzy przed kwietniem 2016 roku, w których pochwalał stanowiska antyislamskie i określił przywódcę Zjednoczonego Frontu Patriotów, Blaira Cotrella, jako „cesarza”.
Tuż przed zamachem Tarrant rozesłał pocztą e-mail oraz opublikował w internecie 74-stronicowy tekst pt. „The Great Replacement”, którego jest prawdopodobnym autorem. Dokument ten zawiera mieszankę skrajnie prawicowych teorii spiskowych, teorii białej supremacji, nawiązań do memów internetowych i zapożyczeń z języka, symboliki i ideologii faszyzmu. Autor stwierdza w nim, że nie należy do żadnej konkretnej organizacji, a ataki w Christchurch zaplanował w ciągu ostatnich trzech miesięcy. W swoim manifeście wzywa do eksterminacji muzułmanów żyjących w państwach Zachodu („na zachód od Bosforu”), w tym dzieci oraz do zabójstwa niektórych polityków, m.in. Angeli Merkel, Recepa Erdoğana i Sadiqa Khana. Nawiązuje też do innych masowych morderców ze skrajnej prawicy, Andersa Breivika i Dylanna Roofa. Tekst ten w Nowej Zelandii został uznany za materiał „promujący, podburzający i uzasadniający morderstwa oraz akty terroru wobec określonych grup ludzi”, w związku z czym jego posiadanie i rozpowszechnianie zostało zakazane.

## Zamach i aresztowanie
W piątek, 15 marca 2019 roku, Tarrant otworzył ogień do osób modlących się w meczecie Masdżid Al-Nur w Christchurch, zabijając 43 z nich. Ta część zamachu była transmitowana na żywo za pośrednictwem Facebooka i Twittera. Następnie pojechał do drugiego meczetu – Masdżid Linwood, w którym zabił 7 osób. Tego samego dnia został aresztowany przez policję. Postawiono mu zarzuty morderstwa 51 osób, próby zabicia kolejnych 40 osób oraz działalności terrorystycznej. Sąd orzekł, że Tarrant może być sądzony.